# Calanthe lyroglossa
Calanthe lyroglossa är en orkidéart som beskrevs av Heinrich Gustav Reichenbach. Calanthe lyroglossa ingår i släktet Calanthe och familjen orkidéer.

## Underarter
Arten delas in i följande underarter:
- C. l. longibracteata
- C. l. lyroglossa